# Azerbeidzjan op het Eurovisiesongfestival 2018

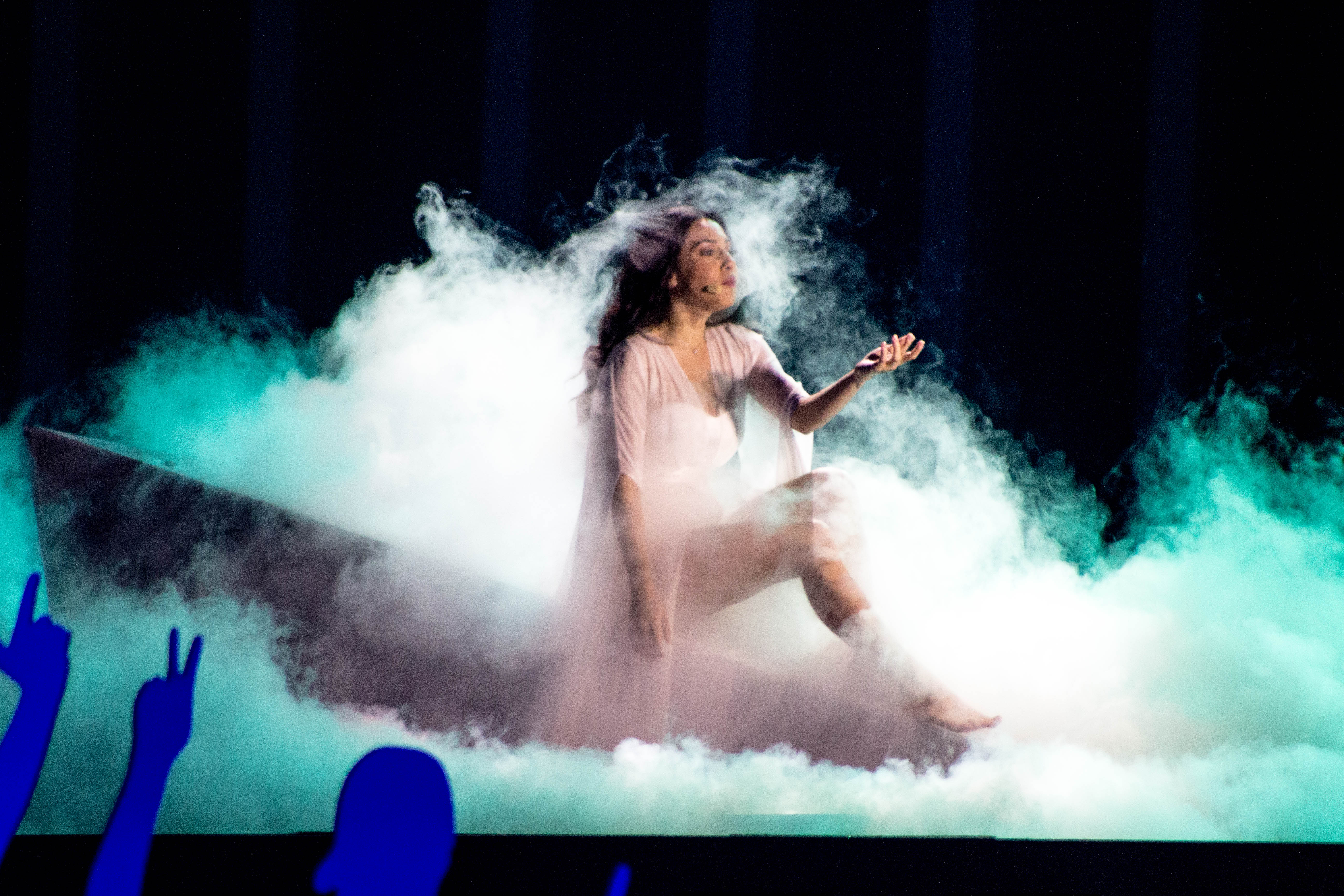
Aisel tijdens de repetities van de eerste halve finale.

Azerbeidzjan nam deel aan het Eurovisiesongfestival 2018 in Lissabon, Portugal. Het was de 11de deelname van het land op het Eurovisiesongfestival. ITV was verantwoordelijk voor de Azerbeidzjaanse bijdrage voor de editie van 2018.

## Selectieprocedure
De Azerbeidzjaanse openbare omroep bevestigde op 8 november 2017 te zullen deelnemen aan de komende editie van het Eurovisiesongfestival. Meteen werd duidelijk dat Azerbeidzjan Aysel Məmmədova intern had aangeduid om naar Lissabon af te reizen. Het nummer waarmee ze daar zal aantreden werd op 4 maart 2018 bekendgemaakt. De Azerbeidzjaanse bijdrage kreeg als titel X my heart.

## In Lissabon
Azerbeidzjan trad aan in de eerste halve finale, op dinsdag 8 mei 2018. Aysel Məmmədova was als eerste van negentien artiesten aan de beurt, gevolgd door Ari Ólafsson uit IJsland. Azerbeidzjan eindigde als elfde, waardoor het nipt kwalificatie voor de finale misliep. Het was voor het eerst in de geschiedenis dat Azerbeidzjan niet wist door te stoten naar de finale.
2008 · 2009 · 2010 · 2011 · 2012 · 2013 · 2014 · 2015 · 2016 · 2017 · 2018 · 2019 · 2020 · 2021 · 2022 · 2023 · 2024 · 2025
Albanië · Armenië · Australië · Azerbeidzjan · België · Bulgarije · Cyprus · Denemarken · Duitsland · Estland · Finland · Frankrijk · Georgië · Griekenland · Hongarije · Ierland · IJsland · Israël · Italië · Kroatië · Letland · Litouwen · Macedonië · Malta · Moldavië · Montenegro · Nederland · Noorwegen · Oekraïne · Oostenrijk · Polen · Portugal · Roemenië · Rusland · San Marino · Servië · Slovenië · Spanje · Tsjechië · Verenigd Koninkrijk · Wit-Rusland · Zweden · Zwitserland